# Fauda
Fauda (en hebreu פאודה, de l'àrab فوضى fawḍā, "caos") és una sèrie de televisió israeliana del gènere thriller polític.
La sèrie va donar el salt a la televisió israeliana l'estiu de 2016 en ser adquirida pel sistema de televisió per satèl·lit Yes del país. Més tard, va començar a emetre's internacionalment a través del servei Netflix, anunciada com un programa propi i estrenada el 2 de desembre de 2016.

## Història
Fauda va ser desenvolupada per Lior Raz i Avi Issacharoff a partir de les seves experiències personals viscudes mentre complien el servei militar en la Unitat Duvdevan de les Forces de Defensa d'Israel. La sèrie es va estrenar a Israel el 15 de febrer de 2015. Narra la història de Doron, un comandant de la Unitat Mista'arvim, i el seu equip quan intenten atrapar un terrorista d'Hamás conegut com "El Pantera".
La primera temporada de la sèrie va ser filmada a la localitat israeliana de Kafr Qasim, durant l'Operació Marge Protector.
Al juny 2016, la sèrie va guanyar sis Premis Ophir, incloent el de "Millor Sèrie Dramàtica", en els Premis de l'Acadèmia Israeliana.

## Personatges

### Personatges principals
- Doron Kabilio, interpretat per Lior Raz. La família de Doron la compon la seva dona (Gali), un fill i una filla. Doron, després de deixar l'exèrcit, es guanya la vida amb una granja i vinyes amb les que tracta de fer el seu propi vi. Conegut per haver matat Abu Ahmad fa 18 mesos, torna al seu antic lloc en les Forces de Defensa d'Israel, després d'haver descobert que Abu Ahmad encara és viu.
- Taufiq Hamed, també conegut com a Abu Ahmad, amb el sobrenom de "El Pantera", està interpretat per Hisham Suliman. Taufiq és un terrorista de Hamàs suposadament abatut per les FDI 18 mesos abans del començament de la sèrie, però que en realitat està viu i prepara atacs terroristes, malgrat haver-se celebrat fins i tot el seu funeral.[3] Taufiq reapareix després d'estar amagat des del moment de la seva suposada mort, i és vist de nou pel seu germà per primera vegada, ja que va a felicitar-lo perquè es casa en breu. Taufiq està acusat de matar a 116 israelians.
- Walid El Abed interpretat per Shadi Mar'i, és un home de confiança de l'equip de Taufiq, i un del pocs que segueix veient "El Pantera" després del seu funeral.
- Dra. Shirin El Abed interpretada per Laëtitia Eïdo, de 32 anys, cosina de Walid.[4] La seva mare és de Nablus i el pare és de París. Ella va ser voluntària amb Metges Sense Fronteres en 2006. Va estudiar medicina a la Universitat Nacional An-Najah, i actualment treballa en urgències de l'Hospital de Cirurgia de Rafidia. És vídua, es va casar amb 23 anys amb un farmacèutic, que va morir quatre anys més tard d'esclerosi múltiple.
- Gabi, també conegut com a Capità Eyov, interpretat per Itzik Cohen
- Mickey Moreno interpretat per Yuval Segal, comandant de Doron en la seva antiga unitat.
- Gali Kabilio interpretada per Netta Garti, dona de Doron.
- Nasrin Hamed interpretada per Hanan Hillo, dona de Taufiq.
- Boaz interpretat per Tomer Kapon, parla àrab fluïdament, i treballa amb àrabs al Ministeri de Defensa.[5] És el germà de Gali i company de Doron.
- Naor interpretat per Tsahi Halevi
- Nurit interpretada per Rona-Li Shimon, és l'única dona de la unitat de Doron. Malgrat que la seva funció és quedar-se fora d'escena, vol entrar en acció.
- Avichay interpretat per Boaz Konforty
- Hertzel Pinto, també conegut com a Steve, interpretat per Doron Ben-David

### Personatges secundaris
- Anat Kabilio interpretat per Mel Malka
- Jihan Hamed interpretat per Khawlah Hag-Debsy
- Shiekh Awadalla interpretat per Salim Dau
- Gideon Avital interpretat per Uri Gavriel

## Episodis
| Temporada | Temporada | Episodis             | Estrena original  | Final original   |                                    |
| Temporada | Temporada | Episodis             | Estrena original  | Final original   | Estrena internacional(via Netflix) |
| --------- | --------- | -------------------- | ----------------- | ---------------- | ---------------------------------- |
| 1         | 12        | 15 de febrer de 2015 | 3 de maig de 2015 | Desembre de 2016 |                                    |
| 2         | 12        | 2017                 | -                 | 24 Maig de 2018  |                                    |